# Nassarius consensus
Nassarius consensus är en snäckart som först beskrevs av Henry William Ravenel 1861.  Nassarius consensus ingår i släktet nätsnäckor, och familjen Nassariidae. Inga underarter finns listade i Catalogue of Life.